# 오스티아 안티카
오스티아 안티카(Ostia Antica)는 오늘날 도시 오스티아에서 가까운 곳에 있는, 커다란 유적지로, 로마에서 남서쪽 25km 거리에 떨어진 고대 로마의 항구 도시였다. 오스티아라는 지명은 하구를 뜻하는 라틴어 오스(Os)에서 파생한 것이다. 테베레강 하구에 있던 오스티아는 로마의 해항이었지만 침적으로 인해 현 위치는 바다에서 3km 떨어져 있다. 이곳은 고대 건축물들과 뛰어난 프레스코, 인상적인 모자이크 등이 훌륭히 보존되어 있는 것으로 잘 알려져 있다.

## 역사

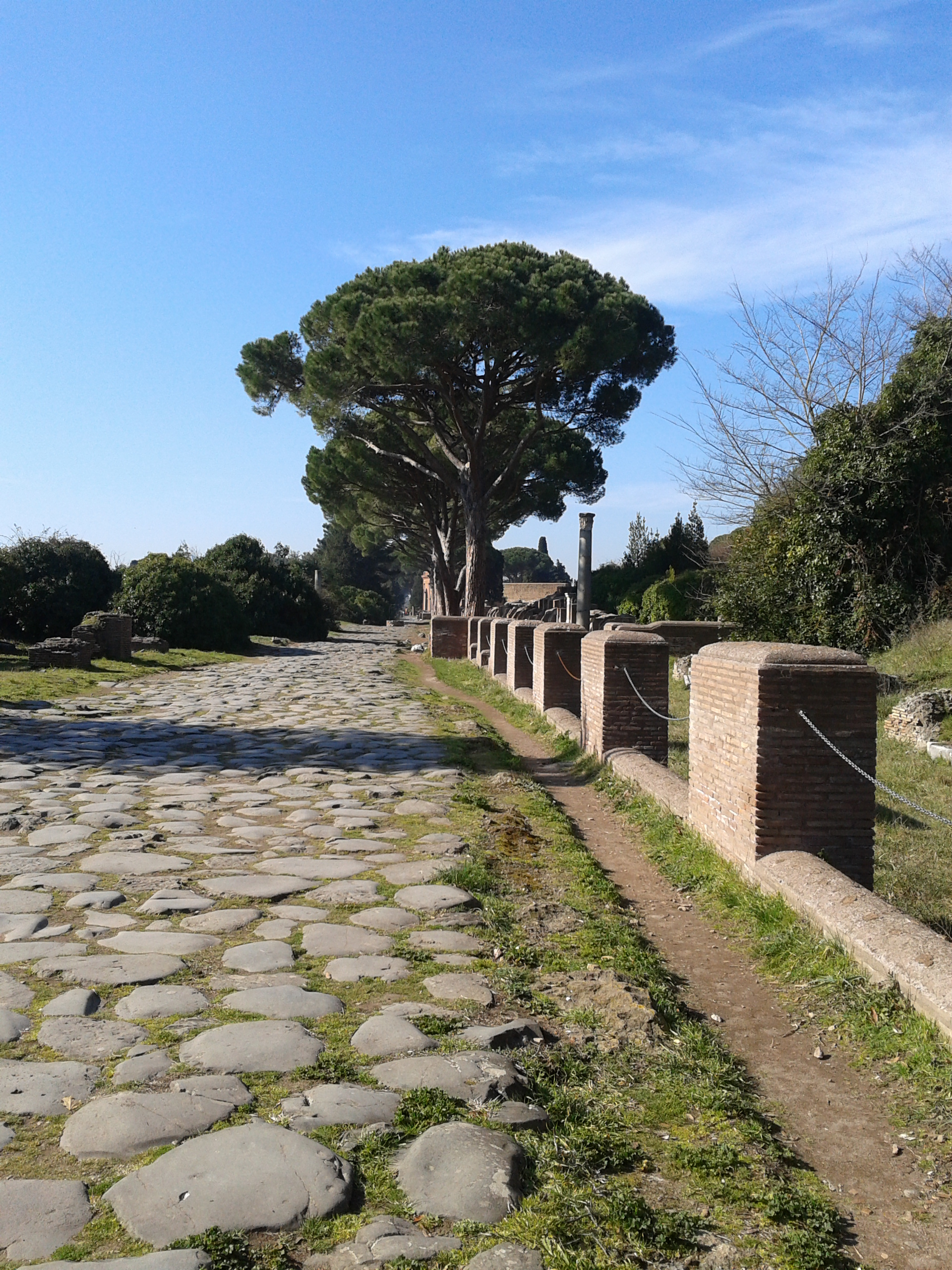
오스티아의 옛 입구

### 기원
오스티아는 로마의 첫 ‘콜로니아’였을 수 있다. 전설에 따르면, 제4대 로마의 왕 안쿠스 마르키우스는 로마에서 17km 떨어져 있었고 테베레강에 작은 항구를 두었던 고대 도시 피카나를 파괴하였고, 그곳에서 서쪽으로 10km 더 이동시키고 해안가에 가까운 곳에 새로운 콜로니아를 세웠다. 한 비문은 기원전 7세기에 옛 오스티아의 카스트룸 설치를 확인해주는 것처럼 보인다. 지금까지 발굴된 가장 오래된 고고학 발견물들은 기원전 4세기의 것들이다. 현재 볼 수 있는 가장 오래된 건축물들은 기원전 3세기의 것으로, 대표적으로 ‘카스트룸’ (군 주둔지)이며, 이보다 살짝 이후의 것은 ‘카피톨리움’ (유피테르, 유노, 미네르바의 신전)이다. 오스티아에 있는 본래 군 주둔지의 오푸스 콰드라툼 양식의 성벽은 로마 공화정 중기 때 로마의 도시화에 적용된 건축 기술에 관한 중요한 증거들을 제공한다.

### 내전
오스티아는 기원전 1세기 기간 가이우스 마리우스와 술라 간의 내전 당시 격전지였다. 기원전 87년에 가이우스 마리우스는 로마로 향하는 무역 흐름을 끊어 놓기 위해 오스티아를 공격했다. 마리우스의 세력들인 킨나, 카르보, 세르토리우스는 오스티아를 점령하고 약탈하기 앞서 세 지점에서 테베레강을 건넜다. 마리우스는 이곳에서 승리를 거둔 후, 마리우스는 더욱 로마의 식량 공급을 악화시키기 위해 안티움, 아리키아, 라누비움에 공격을 강하여 점령하였다.

### 해적들의 약탈
기원전 68년에 이곳은 해적들의 공격을 받았다. 이 약탈 동안에, 오스티아의 항구에 불이 붙었고, 집정관의 함대가 파괴되었으며, 저명한 원로원 의원 둘이 납치되기도 하였다. 이 공격은 로마에 상당한 충격을 입혀 폼페이우스가 호민관 아울루스 가비아누스에게 로마 포룸에 출석하여 폼페이우스가 군대를 일으켜 해적들을 토벌하도록 하는 가비니아 법을 발의하도록 준비시켰다. 일년 만에 이 해적들은 토벌되었다.
오스티아는 그 뒤에 재건되었고, 정치인이자 연설가인 마르쿠스 툴리우스 키케로 덕에 방어용 성벽이 지어졌다.

### 재정 시기 오스티아

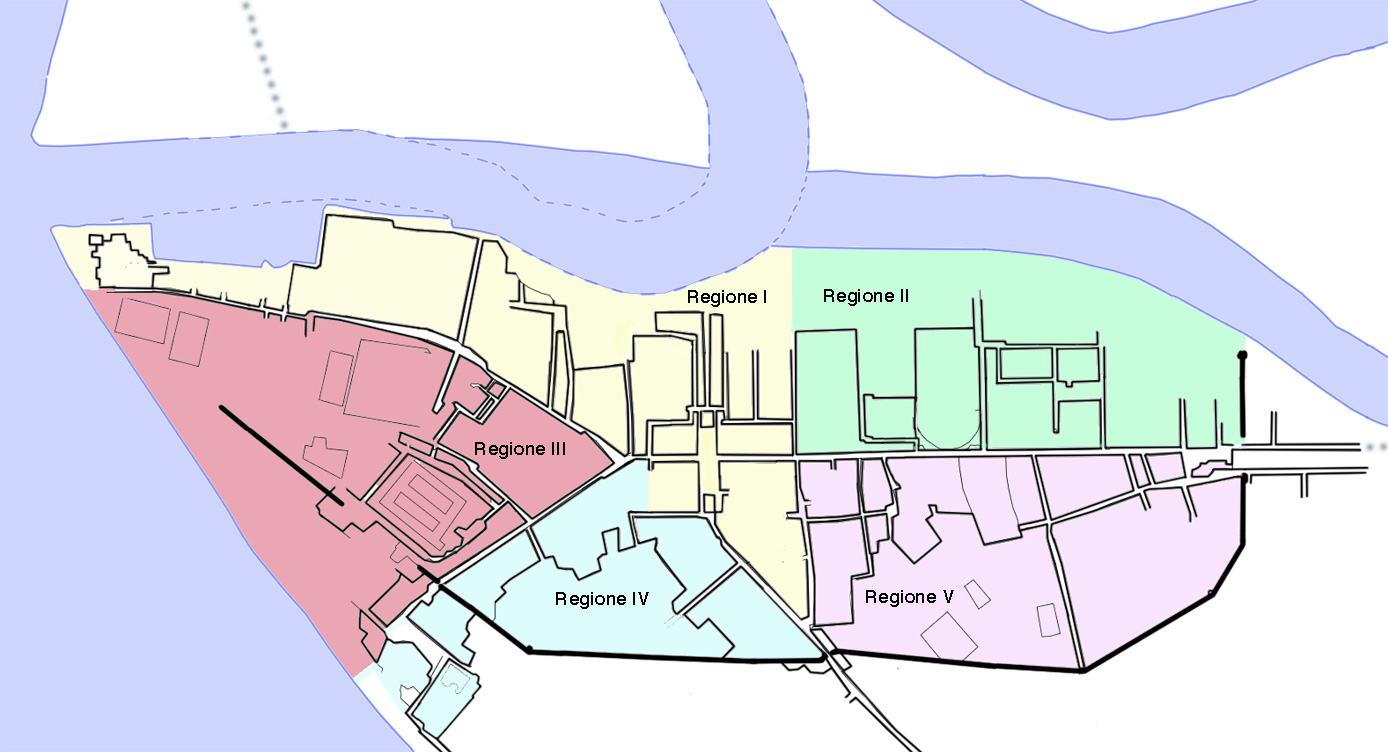
오스티아 안티카의 지도.

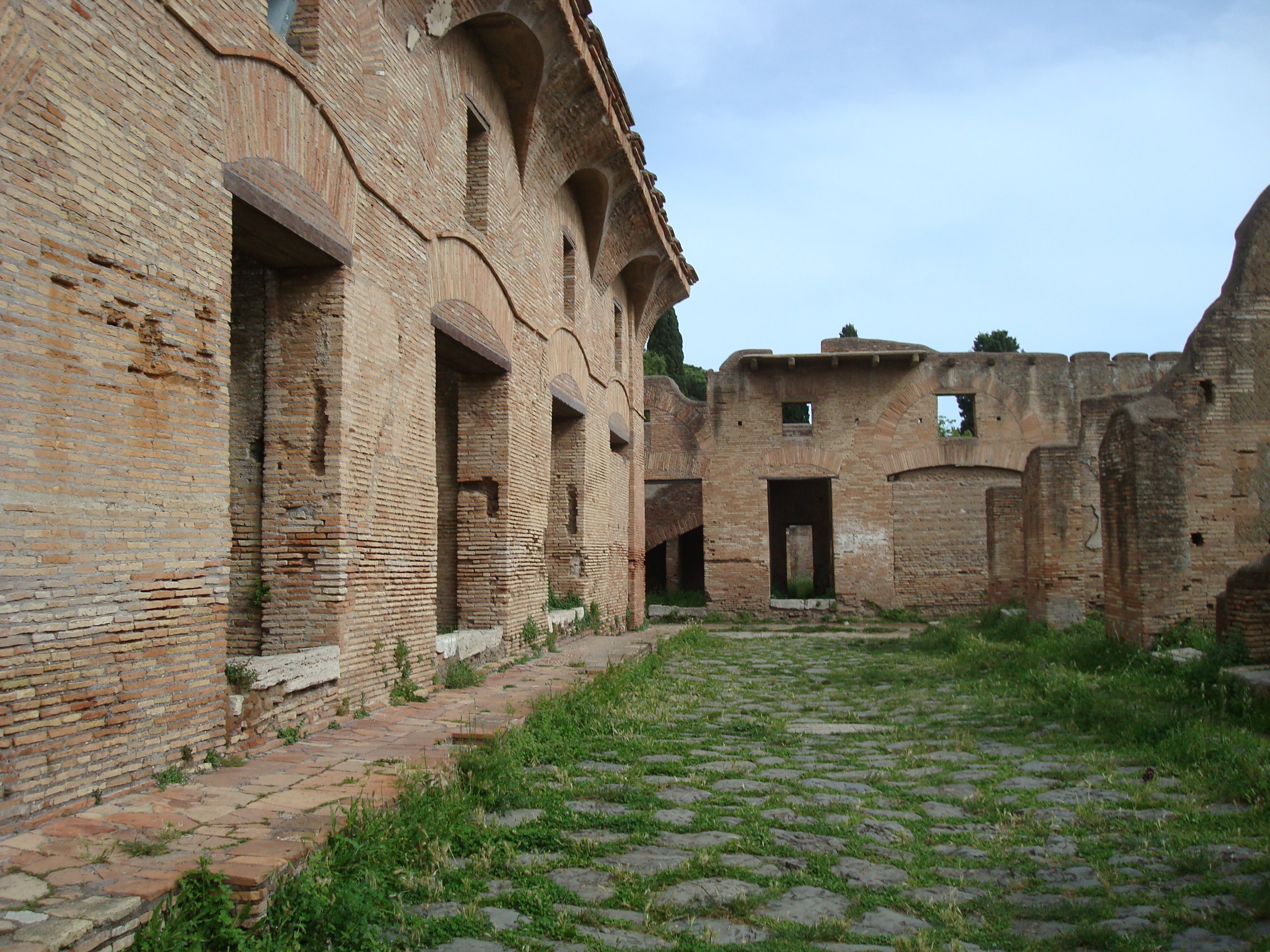
오스티아 안티카의 인술라이.

율리우스 카이사르가 독재관 기간 때, 오스티아에 대한 개선 중 하나는 로마의 곡물 공급에 관하여 개선된 관리를 이룬 것이었다. 그는 타라키나의 운하를 오스티아의 새 항구에 사용함으로써 더 나은 곡물 접근책을 제시했다. 모자이크 벽화에 따르면, 한때 "오스티아에는 주랑으로 둘러싸인 길드 광장이 있었고, 상업 활동을 담당하는 길드 사무소 70군데가 들어서는 등" 번영을 누렸다.
오스티아는 티베리우스 영향력 아래에서 서기 1세기 동안 더욱 발전되었는데, 티베리우스는 오스티아의 첫 포룸 건설 명령을 내렸다. 오스티아는 또한 테베레강 북쪽 하구에 새로운 항구 건설로 번성하였다(테베레강은 오스티아에 있는 넓은 하구, ‘피우마라 그란데’에, 오늘날 피우미치노 국제공항 인근 좁은 하구로 바다로 연결되었다). 라틴어로 항구를 뜻하는 포르투스라 불린 이 새로운 항구는 클라우디우스 황제 명령으로 지어졌다. 이 항구는 침적되어서 트라야누스가 서기 113년에 완공한 새 항구로 보충될 필요가 있었다. 이때 지어진 이 항구는 파도의 침식성을 감소시키기 위해 육각 형태를 띠었다.
추가적으로 상대적으로 가까운 거리에 치비타베키아 (켄툼 켈라이)의 항구도 있었다. 이러한 요소들은 오스티아의 교역 업무들을 앗아갔고 오스티아의 상업 쇠퇴를 유발하였다. 2008년에 영국의 고고학자들은 폭 300 피트의, 지금까지 로마인들이 만든 가장 거대한 운하의 잔해를 발견하였는데, 이들은 이 운하가 포르투스에서 이솔라 사크라를 가로질러 오스티아의 반대편인 테베레강까지 연결되어, 육상 수송보다 훨씬 더 간편하게 대량의 상품 수송을 가능하게 해주었을 것으로 추정했다. 2014년에 도시 반대쪽 강에 북쪽에서 유적지가 발견되었으며, 커다란 구조의 건축물이 지어졌다는 것이 확인되었다. 성벽 안쪽의 오스티아는 69헥타르 또는 173에이커의 면적을 차지한다. 4세기 동안 오스티아는 남쪽 성벽 너머 지도상의 Regioni III 및 IV의 남쪽 바다 쪽으로 확장되었다.
오스티아는 이 당시 도시가 요구하는 모든 서비스를 제공했으며, 특히 등대가 유명했다. 미트라 숭배에 관한 인기는 18군데 미트라에움 발견으로 명백했다. 고고학자들은 오늘날 우리가 라트리나의 기능이 또한 사회적인 것이라고 상상할 수 있게 해주는, 공공 사용 용도로 조직된 일련의 좌변기들인 라트리나를 발견하였다. 오스티아는 거대한 극장, 많은 공중 목욕탕 (Thermae Gavii Maximi 혹은 오스티아 목욕탕등), 다수의 여관 및 선술집, 소방 시설이 있었다. 또한 오스티아에는 아직까지 유럽에서 확인된 가장 오래된 시나고그인 오스티아 시나고그가 있기도 하였다. 이곳이 1960~1961년에 발견되었을 때, 대단한 소란이 있었다.

### 로마 말기

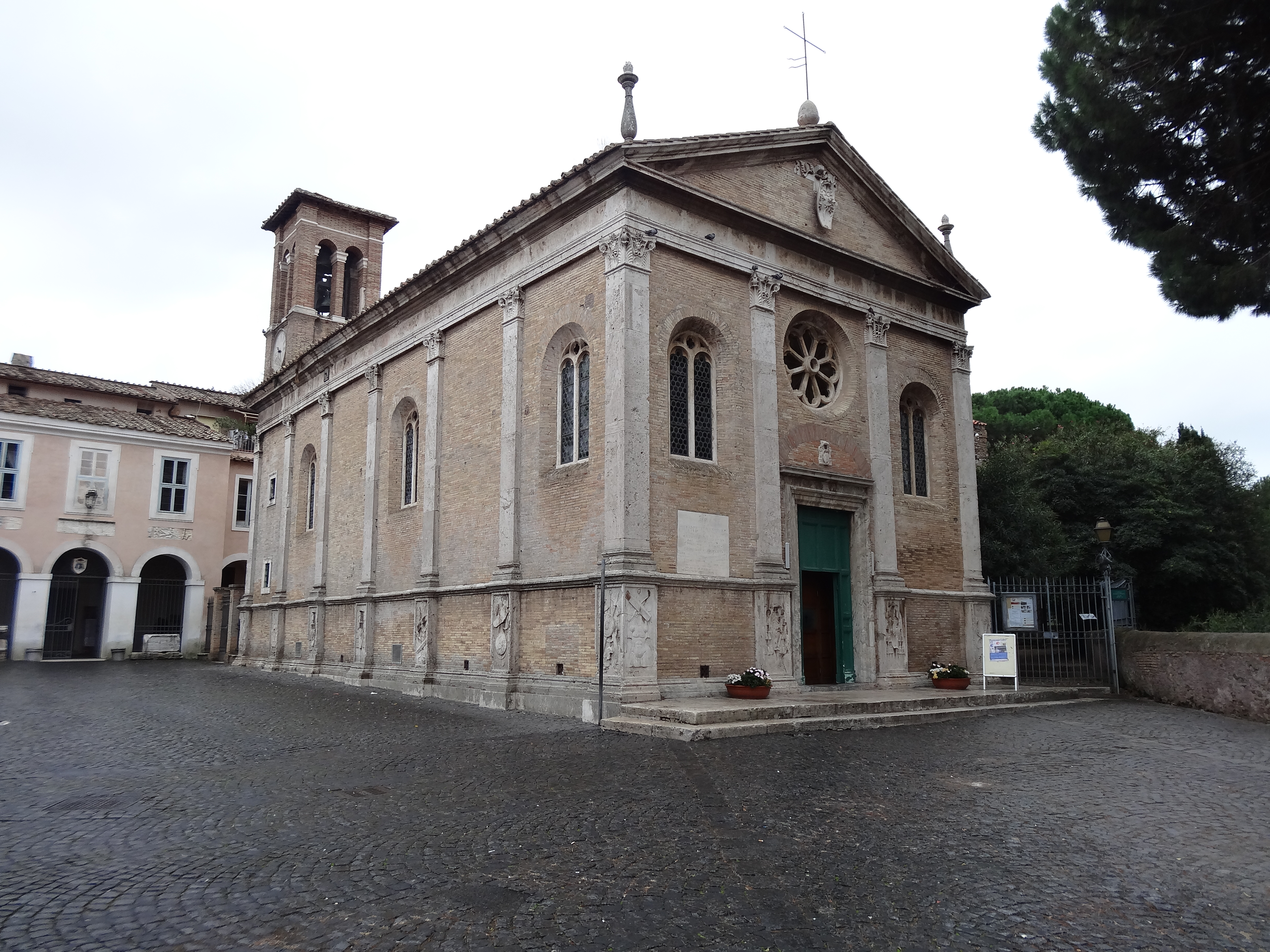
산타 아우레라 교회.

오스티아는 서기 2세기에 인구 50,000명으로 성장했고, 서기 2~3세기에 인구 대략 100,000명에 이르며 정점에 다다랐다. 오스티아는 서기 3세기 초만큼 이른 시기에 로마 교구 일부의 소속 감독구가 되었다. 산타 아우레라 대성당은 아우구스티누스의 어머니인 성 모니카가 묻힌 곳에 위치했는데, 모니카는 387년 이곳에 있는 로마 교구의 땅에서 사망했다.
이 시기에 상업 활동들은 오스티아 대신에 포르투스에 집중되었다. 로마 전성기 시대 학자들에게 있어, 오스티아는 로마의 항구 버전, 휴양 시설 건물로 된 도시이었다. 콘스탄티누스 1세가 포르투스를 무니키피움으로 만든 후, 이에 따라 오스티아가 생기 있는 항구 기능이 중단되고 대신에 로마의 부유한 귀족 계층을 위한 인기 있는 교외 지역 피서지가 되면서, 점차 쇠퇴기로 접어든 것으로 생각된다. 포르투스가 4세기에 상당한 성장을 했다는 사실에도 불구하고, 오스티아가 쇠퇴했다는 전통적인 관점은 최근의 발견물 및 기존 증거들의 재평가로 인해 교정되어야 했다. 부유층들의 저택으로 대체로 인한 일부 주거 단지 붕괴는 "오스티아의 한때 활기차던 비엘리트 계층 주거민들 및 노동자 집단의 소멸을 암시한다고 생각되었다" ..."최근 연구는 우리가 고대 후기 도시의 주거 패턴과 사회 인구학에 대하여 좀 더 미묘한 관점을 가질 것을 제시하였다." 일찍이 쇠퇴에 관한 관점들은 고대 사료의 스쳐가는 언급들과 6세기에 들면서 쇠퇴 지역이었음에도 도시가 계속해서 번영했다는 당시의 증거들을 무시한 발굴자들에게 의존하였으며, "오스티아의 생명력은 6세기에서 9세기로 서서히 쇠퇴한 후에 베수비오의 뻥!이 아니라 흐느낌으로 끝났다."
오스티아에는 프라이펙투스 안노나이와 그의 수행원들의 관저가 있었다. 특정 부분에 쇠퇴의 신호가 있었음에도, 목욕탕 (4세기 동안에 운영한 것이 26개) 및 공공 시설에 대한 수리, 교회 건축, 거리 재포장, 남쪽 성벽 너머로 주거 및 상업 구역 확장, 마리티메 목욕탕 동쪽에 자리 잡은 4세기의 빌라, 강의 네모난 유역에 지어진 ‘나발리아’라는 서쪽 경계에서 계속해서 운영된 강의 항구, 동쪽의 등대, 등대 뒤에 있고 palazzo imperial이라 잘못 불린 거대한 목욕탕 구역 등을 포함한 흔적들은 5세기 내내 이곳이 번영을 계속했음을 나타낸다. 370년대 도시 중심부의 넵투누스 목욕탕을 대대적으로 보수하면서 4세기와 5세기에도 수많은 목욕시설이 여전히 운영되고 있는 것으로 기록되었다.
성 아우구스티누스가 4세기에 이곳을 지나가며 언급한 바 있다. 서기 414년에 시인 루틸리우스 나마티아누스는 이 도시 항구의 중요도 부족에 대해 기록했다. 이 관점 Boin에게 도전을 받았는데, 그는 나마티아누스의 시는 문학적 구성이지 고고학적 증거들과는 일치하지 않는다 하였다, ibid. pp. 22, 25, (나마티아누스는 410년의 로마 약탈 이후 로마의 위대함을 잃은 것을 슬퍼했고 위대한 도시의 재도약을 희망하였다).
476년의 서로마 제국 멸망 이후, 서기 400년에 700-800,000 이르던 로마가 인구가 500년에 200,000명 그 이하로 줄어든 거처럼 오스티아도 점차 쇠퇴하였다. 아랍인 해적들의 반복된 침입과 약탈 때문에 결국 서기 9세기에 버려졌다. 849년에 기독교인과 사라센 간의 교전인 오스티아 해전이 있기도 하였으며, 남은 거주민들은 가까운 거리에 있는 그레고리오폴리스로 이주하였다.

### 약탈 및 발굴

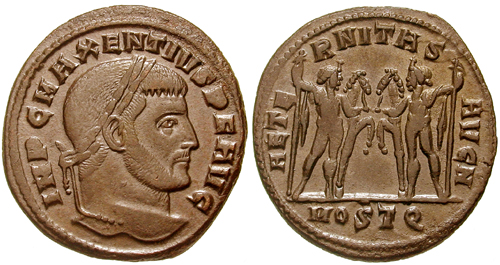
오스티아에는 로마 말기의 조폐소들이 있었으며, 이 막센티우스의 주화는 이곳에서 주조되었다.

'지역 약탈'은 바로크 건축가들이 행했으며, 이들은 오스티아의 유적지를 로마에서 자신들이 만드는 팔라초의 대리석 창고로 사용하였다.
얼마 안 있어 외국인 탐험가들이 고대 조각상 및 유물들을 찾으러 방문하기도 하였다.
교황청은 비오 7세 때 오스티아에 대한 자체 조사를 실시하였고, 베니토 무솔리니 시기에 1939년부터 1942년에 걸쳐 대규모 발굴들이 이뤄졌으며, 이 기간의 유물들, 특히 공화정 시기의 것들이 출토되었다. 오스티아의 고고학 발굴을 다룬 Scavi di Ostia 공식 시리즈의 제1권이 1954년에 발매되었는데, 이탈로 기스몬디 주도하 오스티아의 지형도 제작에 주 초점이 맞춰져 있고 이곳의 연구는 잠시 중단되었다가 오늘날에도 계속되고 있다. 본래 발굴지에 인접한 곳의 손대지 않은 지역들이 로마 도자기들의 정확한 추정 시기를 기다리며 그대로 남겨져 있음에도, 아포디테리움에 있던 모자이크의 그림에서 이름 붙여진 ‘수영하는 사람의 목욕탕들’이 젊은 고고학자들의 교육 장소 및 교육을 돕기 위한 잘 조사된 발견물들의 연구소로서 1966–70년과 1974–75년에 세심하게 발굴되었다. 오스티아의 3분의 2가 아직까지 발굴이 이뤄지지 않았다고 추정된다. 2014년에 자기 측정을 이용한 지구물리학 조사에서 세 개의 커다란 창고를 포함한, 오스티아의 미발굴 지역을 둘러싸고 있는 테베레강 북쪽의 경계 벽의 존재를 발견해냈다.

## 오늘날
오스티아 안티카의 발굴된 지역은 관광지로 민간에 공개하고 있다. 발굴지에서 나온 많은 유물들은 오스티아 고고학 박물관에서 소장하고 있다. 식당 및 다른 시설도 존재하며, 오스티아의 극장은 이따금식 문화 행사에 사용되기도 한다.

## 갤러리

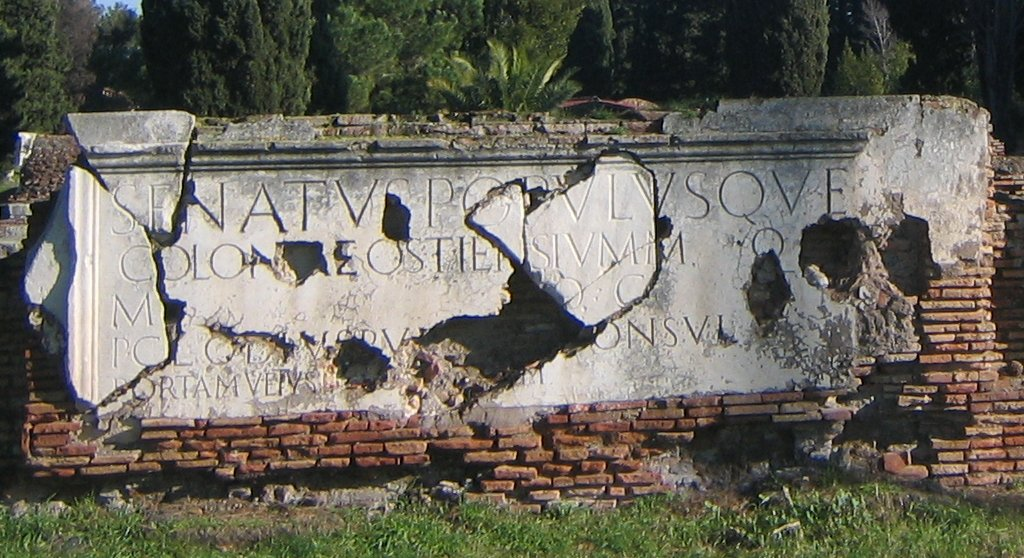
원래는 오스티아 정문에 놓여 있던 금석문.
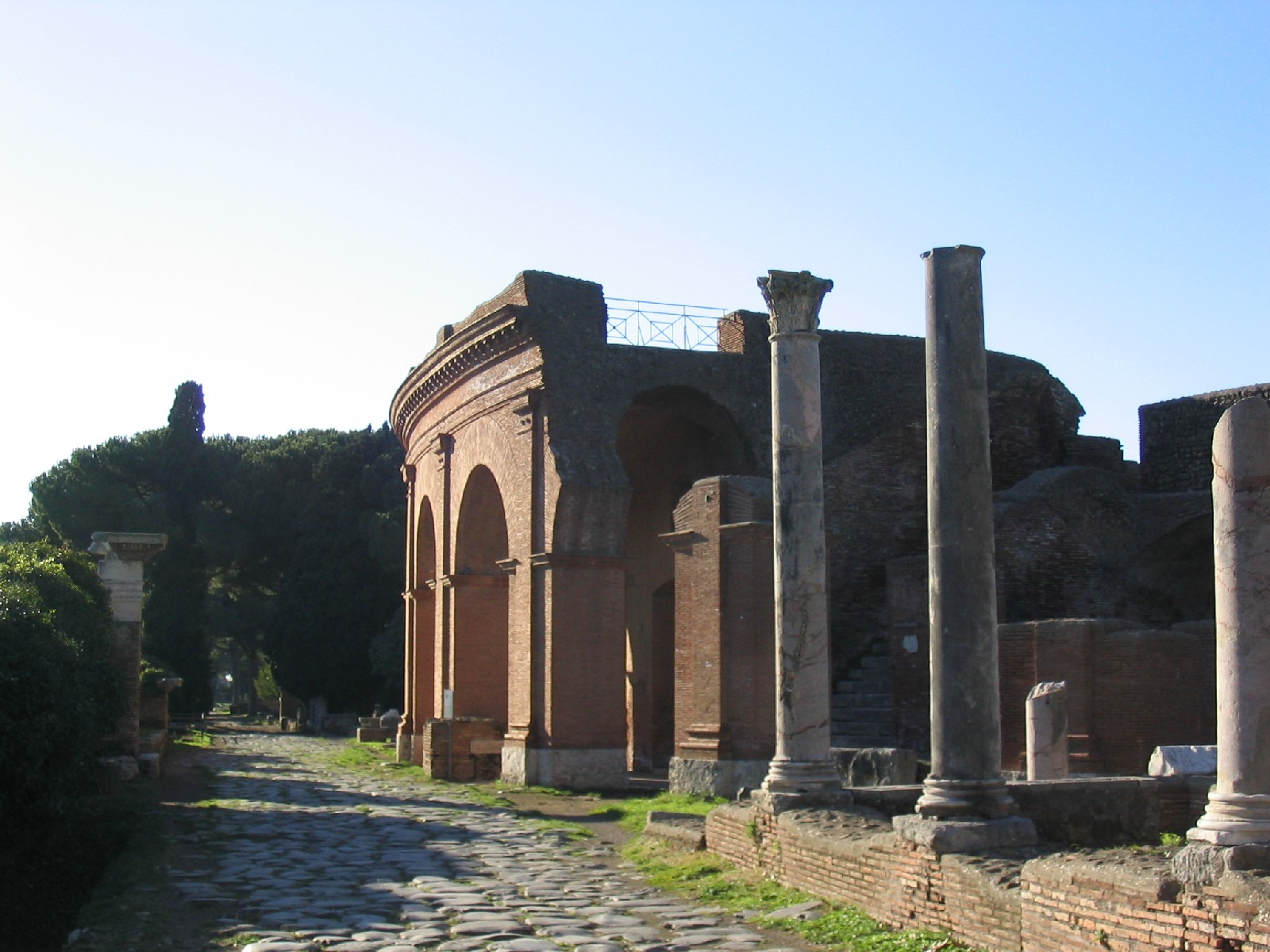
고대의 도로에서 본 극장.
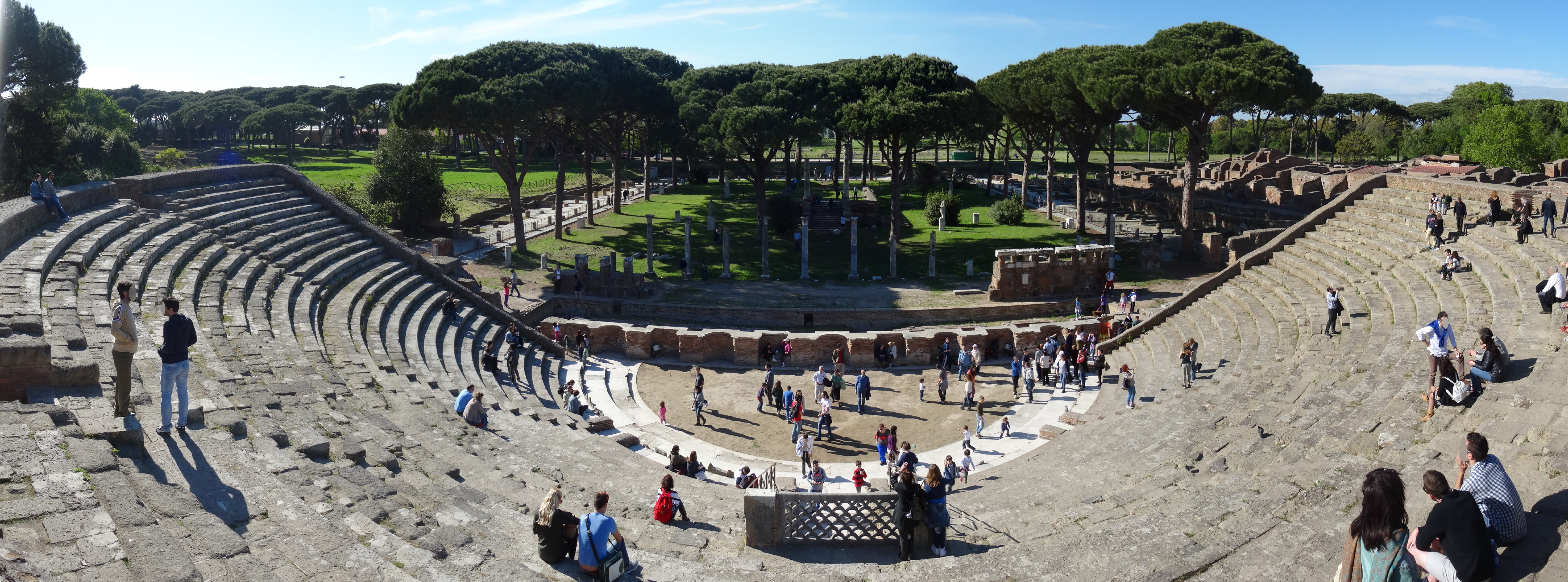
극장 내부.
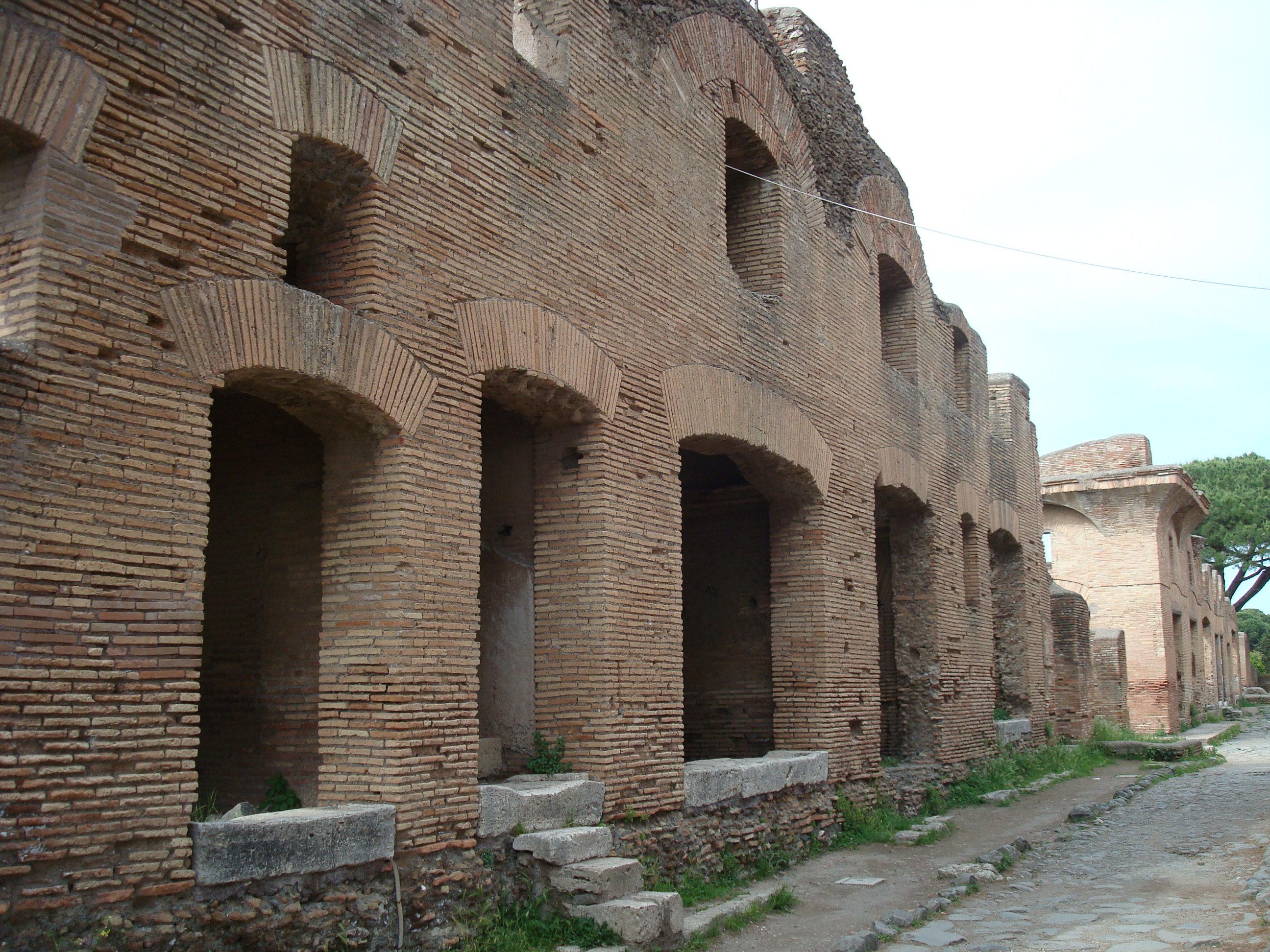
도시 중심부 인근의 서기 2세기 초의 주거 단지 잔해
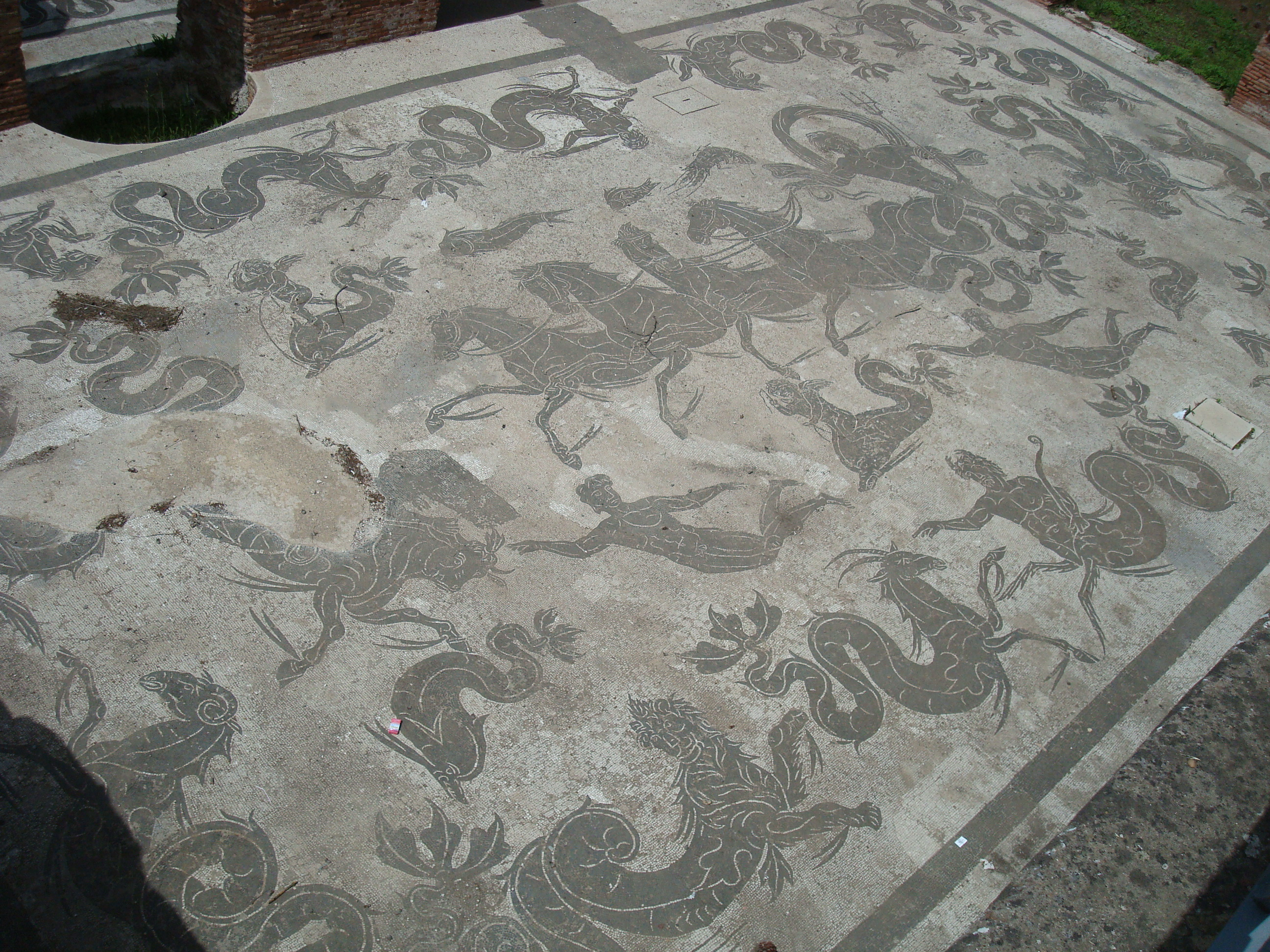
서기 2세기 것으로 추정되는 목욕탕의 모자이크 바닥
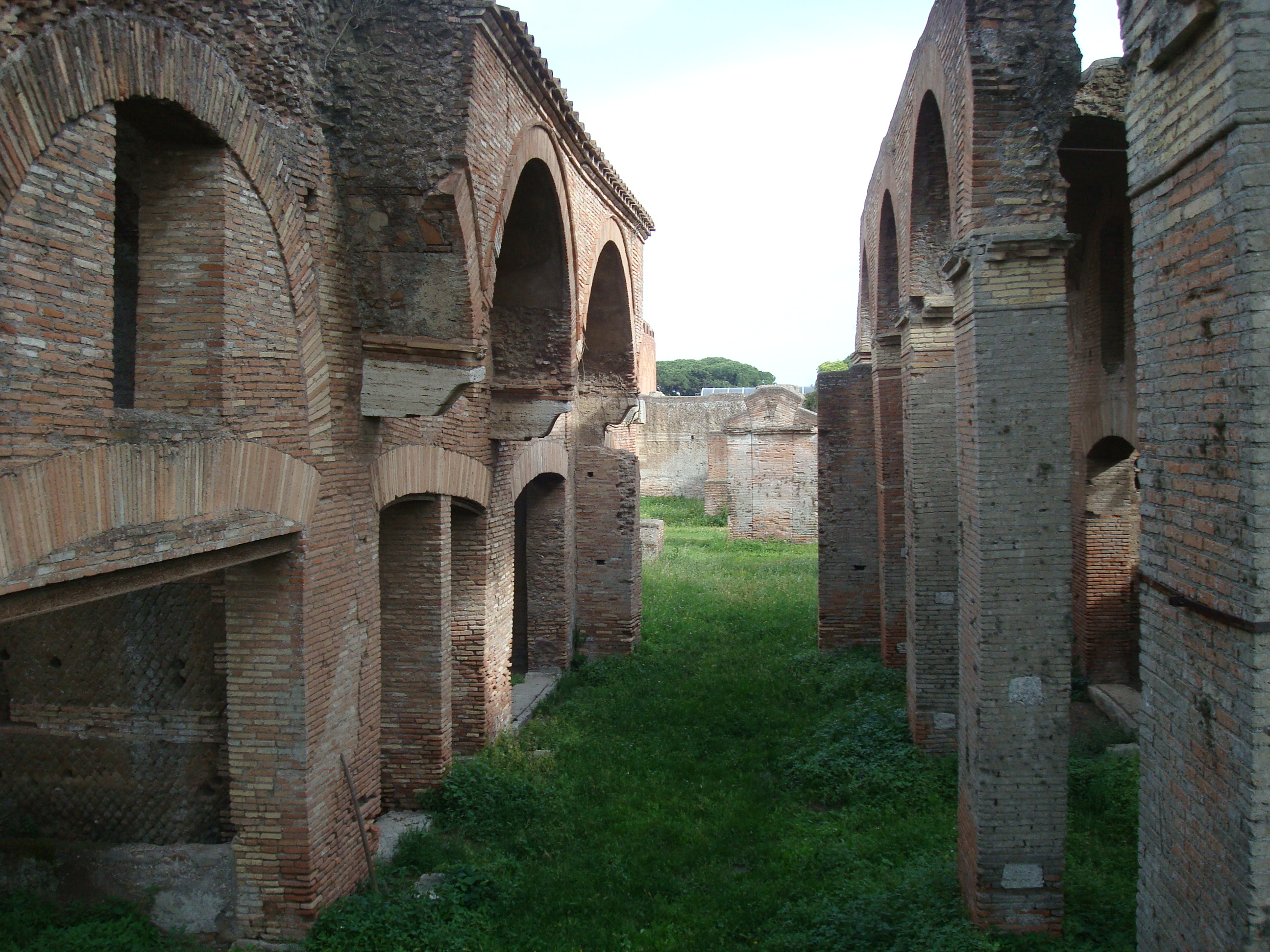
옛 테베레강 기슭에 따라 있던 창고들
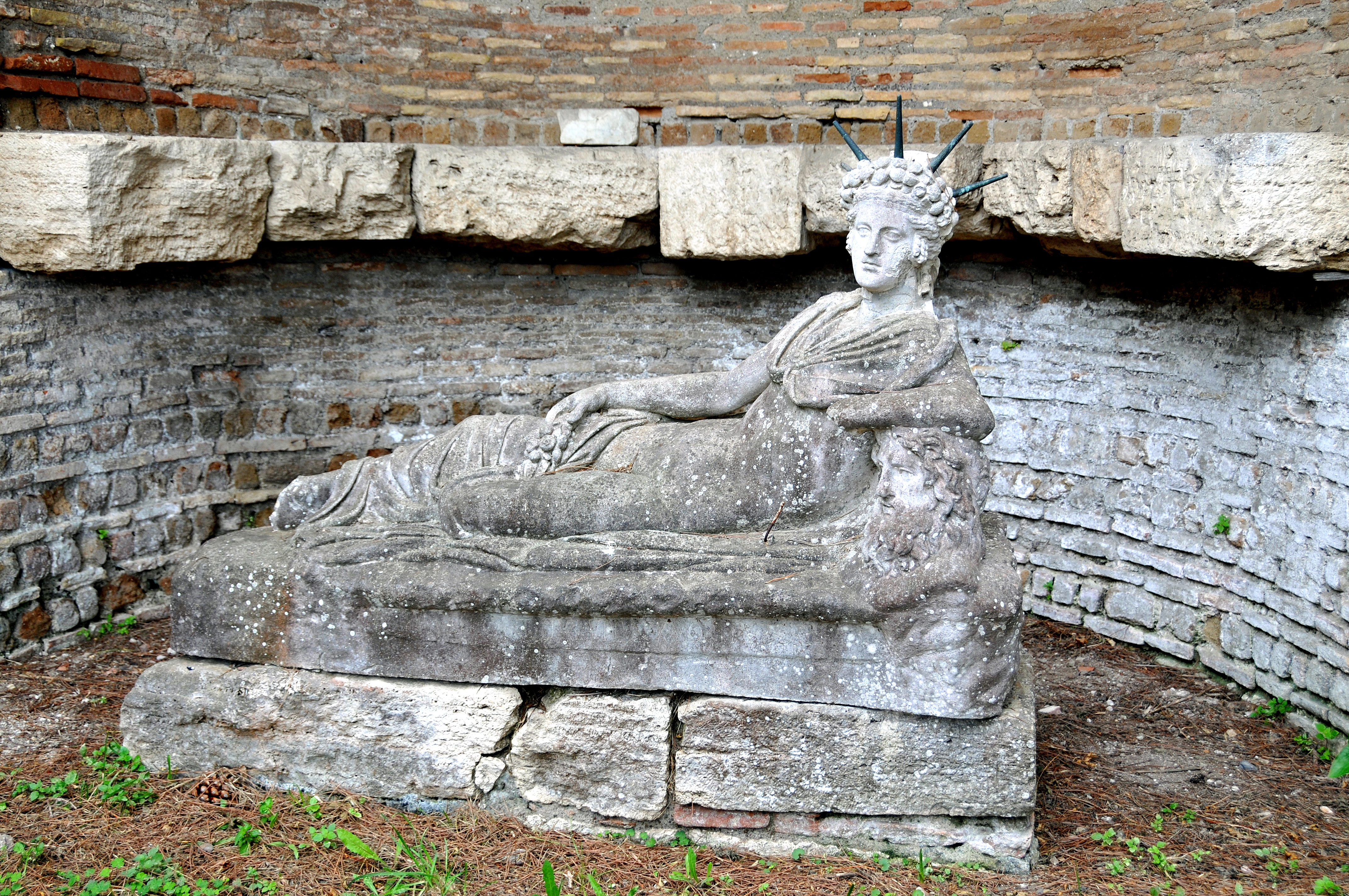
아티스 성소 내 아티스 조각상.
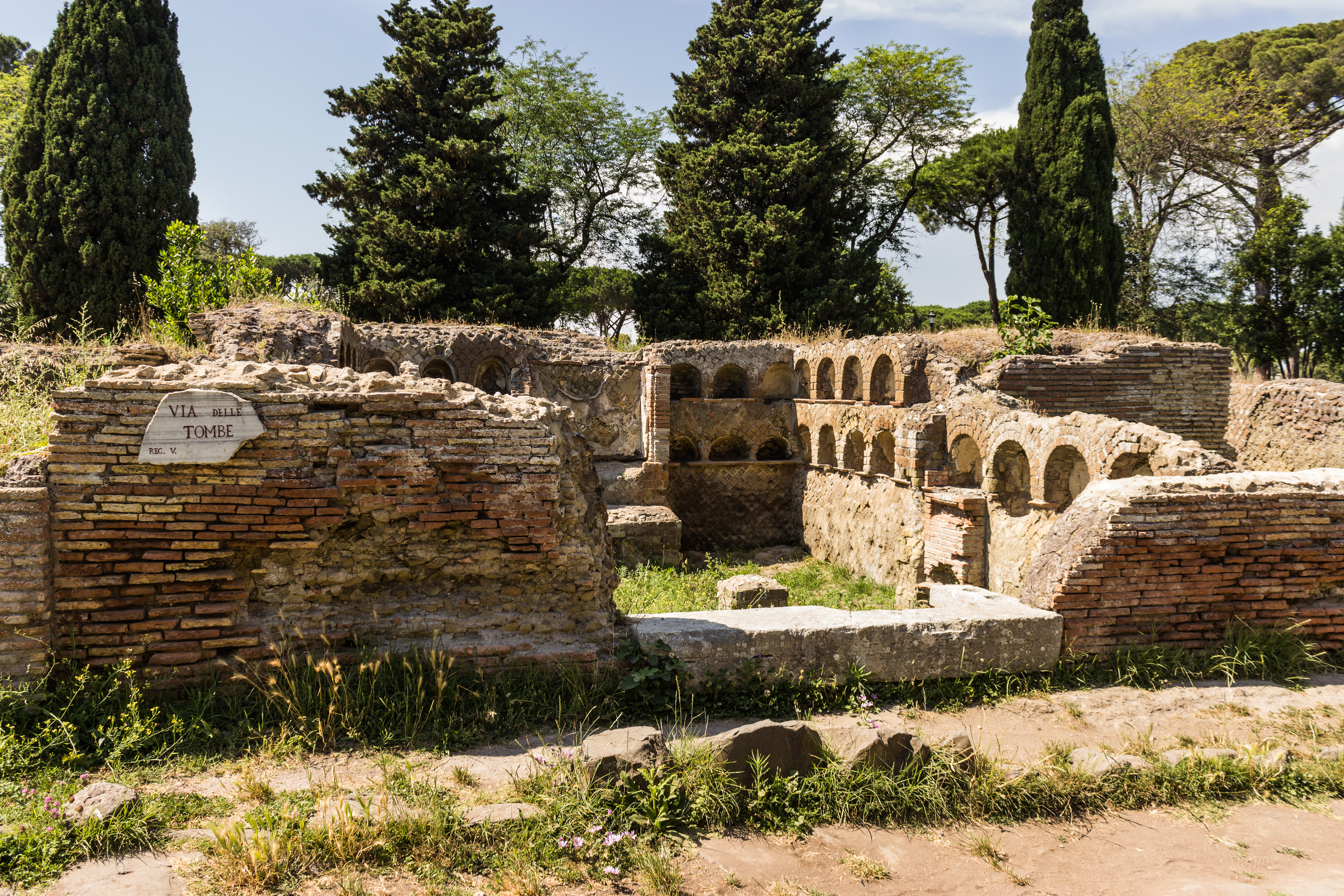
Via delle Tombe
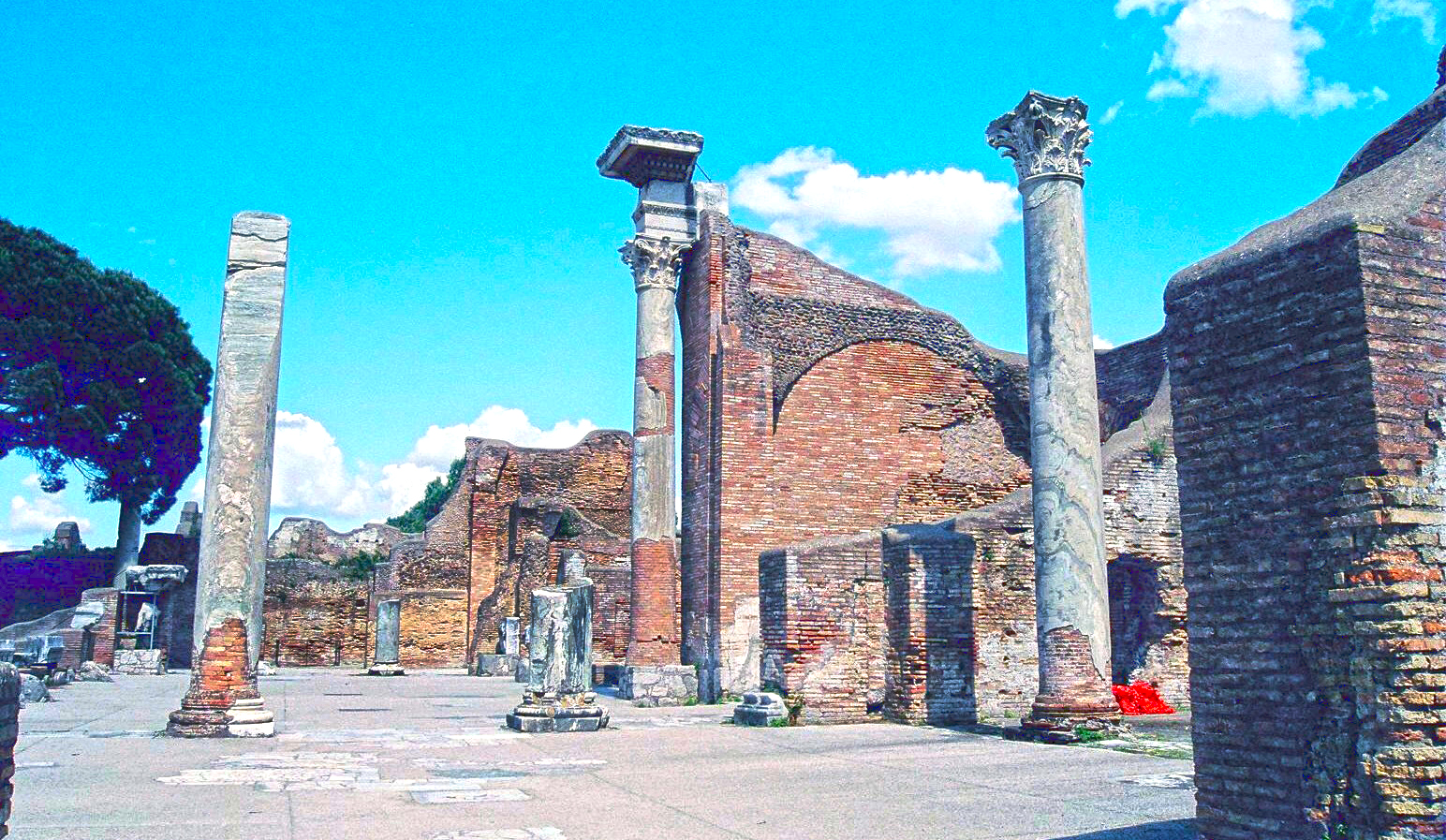
주요 목욕탕들